# Aliza Nisenbaum
Aliza Nisenbaum (Ciudad de México, 1977) es una pintora mexicana de origen judío radicada en Nueva York. Es conocida por sus coloridas pinturas sobre inmigrantes mexicanos y centroamericanos. Se de desempeña como profesora en la Escuela de Artes de la Universidad de Columbia.

## Trayectoria
Las pinturas de Nisenbaum consisten en bodegones, figuras en interiores y retratos. En 2012, Nisenbaum trabajó con la artista Tania Bruguera en su proyecto en curso Immigrant Movement International en Queens, Nueva York. El proyecto basado en la comunidad crea un espacio donde los inmigrantes pueden involucrarse con el arte contemporáneo de una manera empoderadora.Nisenbaum enseñó inglés a inmigrantes mexicanos y centroamericanos como parte del proyecto, y también pintó sus retratos. Desde entonces, Nisenbaum también se ha hecho conocida por sus retratos de grupo.Cuando estaba en una residencia en el Instituto de Arte de Minneapolis, pintó retratos grupales de guardias empleados en el museo, que luego se exhibieron en la exposición A Place We Share. En 2015, después de recibir una beca de la Oficina de Asuntos de Inmigrantes del Alcalde en la ciudad de Nueva York, Nisenbaum pintó un retrato grupal de quince mujeres que trabajaban en la agencia. Se dice que la obra rinde homenaje al retrato grupal de Sylvia Sleigh de A.I.R.Miembros de la galería. Nisenbaum completó recientemente una residencia en el metro de Londres como parte de una comisión pública del Reino Unido para pintar retratos de miembros del personal de Transport for London. El retrato de grupo a gran escala resultante se muestra en la estación Brixton de Londres. Nisenbaum ha dicho que está influenciada por muralistas mexicanos como Diego Rivera, y la escritora Amy Sherlock ha sugerido que el trabajo de Nisenbaum es una forma de práctica social.

## Exposiciones
Nisenbaum ha tenido exposiciones individuales en White Columns, el Instituto de Arte de Minneapolis, la Galería Mary en Glasgow, la Universidad Estatal de Illinois y la Galería Shane Campbell en Chicago, entre otros. Ha participado en numerosas exposiciones colectivas, incluyendo en la Flag Art Foundation, la Galería Anton Kern y el Museo del Castillo de Norwich. Nisenbaum fue incluido en la Bienal de Whitney de 2017.Está representada por la Galería Anton Kern en la ciudad de Nueva Yorky la Galería Mary Mary en Escocia. 
Nisenbaum fue seleccionado para formar parte del Instituto de Arte Contemporáneo "Cuando el hogar no te dejen quedarse: Migración a través del Arte Contemporáneo". La exposición duró del 23 de octubre de 2019 al 26 de enero de 2019 y consistió en una amplia gama de medios de comunicación. La contribución de Nisenbaum fue una serie de pinturas, la más grande de las cuales fueron figuras en un interior, titulada "La Talaverita, Sunday Morning NY Times". Representa a dos personas llamadas Verónica y Gustavo estratados en un sofá leyendo el New York Times. La pintura lleva el nombre de los azulejos estampados en el estilo Talavera que proporcionan gran parte del fondo. Nisenbaum está interesado en el poder a través de la representación y la política de visibilidad.

## Reconocimientos
El trabajo de Nisenbaum ha sido discutido en ArtForum, el Brooklyn Rail, Hyperallergic, el New York Times, y Vogue, entre otras publicaciones. Ha recibido premios de la Fundación Rema Hort Mann, el Programa de Estudio Sharpe Walentas y la Oficina de Asuntos de Inmigrantes del Alcalde de la Ciudad de Nueva York. El trabajo de Nisenbaum se encuentra en las colecciones del Museo Whitney, el Museo del Castillo de Norwich, el Consejo de Artes Irlandés y la Fundación de Arte Kadista.